# Newfoundland and Labrador Route 2
Die Newfoundland and Labrador Route 2 ist eine Straße im Nordosten der kanadischen Provinz Newfoundland and Labrador. Sie hat eine Länge von 34 km, der östliche Abschnitt ab Route 1 zum Hafen St. John’s gehört zum National Highway System.
Die Route beginnt in Conception Bay South im Osten der Insel Neufundland. Sie verläuft in östlicher Richtung und kreuzt dann die Route 1, den Trans-Canada Highway. Von dort ab geht es nach Nordosten und endet am Hafen von St. John’s.